# Auflösungszeichen
Das Auflösungszeichen ♮ ist ein in der Notenschrift angewandtes Schriftzeichen. Es macht Veränderungen der Tonhöhe (Erhöhung oder Erniedrigung), die durch Vor- oder Versetzungszeichen gefordert werden, im Takt wieder rückgängig. Das Zeichen wird entweder auf eine Zeile oder einen Zwischenraum des Notensystems geschrieben und bezieht sich auf den auf dieser Tonhöhe stehenden Ton. Steht der bezeichnete Ton auf einer Hilfslinie, so wird das Auflösungszeichen vor die Hilfslinie gesetzt.
So wird beispielsweise ein cis′′, welches durch ein Kreuz vor der Note mit der Tonhöhe c′′ erreicht wurde, durch ein Auflösungszeichen vor der nächsten Note auf der gleichen Position wieder in ein c′′ zurückversetzt:
Eine durch ein ♭ zum des′′ erniedrigte Note hingegen wird nach Auflösung wieder zum d′′:
Das Auflösungszeichen hebt auch doppelte Versetzungszeichen (Doppelkreuze bzw. Doppel-b) wieder vollständig auf.
Hier wird z. B. ein gisis′ (Doppelkreuz vor g′) zum g′ aufgelöst:
und hier ein ases′ (Doppel-B vor a′) zum a′:
Da ein Versetzungszeichen immer vom jeweiligen Stammton aus rechnet, steht vor einem Versetzungszeichen implizit immer ein Auflösungszeichen, ohne dass es notiert sein muss. Beispielsweise wird die Note gis durch ein nachfolgendes ♭ zum ges erniedrigt, ohne dass es vorher einer Auflösung zum g bedarf. In älteren Notendrucken findet man in einem solchen Zusammenhang gelegentlich zusätzlich das Auflösungszeichen notiert, doch gilt diese Schreibweise mittlerweile als veraltet.
Neben der Verwendung als Versetzungszeichen, bei dem das Auflösungszeichen direkt vor einer Note steht und bis zum Ende des Takts gilt, kann das Auflösungszeichen auch verwendet werden, um die Vorzeichnung eines Musikstücks zu ändern. In diesem Fall wird für jedes Vorzeichen ein Auflösungszeichen geschrieben, und dann nach einem doppelten Taktstrich die Vorzeichen der neuen Tonart.
Das Auflösungszeichen kommt auch in der Bezifferung beim Generalbass vor. Dort gibt es an, dass die Alteration der Terz des zu spielenden Akkordes ignoriert werden soll.

## Geschichte
In der älteren Choralnotation bildeten sich ab dem 10. Jahrhundert zunächst nur zwei Versetzungszeichen heraus, die sich immer auf den Stammton B bezogen: das b rotundum („rundes B“) oder auch b molle („weiches B“) bezeichnete die niedrigere Tonvariante, das b quadratum („quadratisches B“) oder auch b durum („hartes B“) die höhere. Aus dem b quadratum entwickelten sich sowohl das Kreuz als auch das Auflösungszeichen. Aus der Bezeichnung b quadratum leiten sich die fremdsprachigen Bezeichnungen bequadro (ital.), becuadro (span.) und  bécarre (franz.) für das Auflösungszeichen ab.

## Darstellung in Computersystemen
Im internationalen Zeichenkodierungssystem Unicode liegt das Auflösungszeichen ♮ auf Position:
- U+266E „Natural Sign“

### LaTeX
In LaTeX wird das Auflösungszeichen durch die Syntax \natural erzeugt, die folgendes Resultat erzielt: {\displaystyle \natural }.